# ライフル射撃
ライフル射撃（ライフルしゃげき）は、ライフル銃またはピストルを使用し、固定された標的に対して射撃し得点を競うスポーツ（射撃競技）。オリンピック競技種目である。

## ライフル種目
ライフル銃、またはエア・ライフル（空気銃）を使用して行う競技である。ここではオリンピック等で行われるISSF系の競技について解説している。日本ではこれが主流であるがそれ以外にも様々な団体によって独自のルールにより競技が行われている。

### 競技用ライフル
すべての銃で、連射が可能なものはない。また、原則的にレンズおよびプリズムを使用した光学照準機の使用は禁じられており、マイクロサイトと呼ばれるピープ（覗き穴）式の精密照準器を使用する。高齢者対象の競技（マスターズクラス）に限っては、拡大鏡（1.5倍）装備の照準器の使用が認められている。
また、国内での所持については、都道府県公安委員会の許可が必要である。装薬銃及び低年齢者の空気銃所持に関しては、日本体育協会からの推薦を得ることも合わせて必要となる。
公式戦に出場するには日本ライフル射撃協会の認定銃である必要があり、5年間有効の銃器公認シール（有料）を貼付しなければならない。認定銃については日本ライフル射撃協会のホームページで確認できる。
スモールボアライフル
口径5.6mm（22口径、弾種は.22ロングライフル実包のみ）の競技用ライフルである。小口径であるため、スモールボア（ Small Bore :小口径）と呼ばれる。競技専用であるためパームレストなどの特別なアクセサリーをつけられるようになっている。ボルトアクション方式。標的が50メートル先にある競技のみ行われる。
バイアスロンに使用される銃もスモールボアである。
ビッグボアライフル
口径最大8mmの競技用ライフルである。形状はスモールボアとほぼ同じであるが、より大口径であるため威力も大きい。使用できる射撃場が限られているため、日本での競技人口は極めて少ない。標的の距離は原則として300メートル先であるが、国内では射撃場の制約等から、100mなどのそれより短い距離で行われる場合もある。1972年ミュンヘンオリンピックを最後にオリンピックではビッグボア種目は行われていない。
エアライフル
口径4.5mmの空気銃である。玩具であるエアガン（エアソフトガン）とは異なり、所持には各都道府県公安委員会の許可が必要な実銃である。ポンプ式、圧縮空気式、スプリング式、炭酸ガス式があり、現在では圧縮空気式（プリチャージ式）が主流である。標的が10メートル先にある競技のみ行われる。
ビームライフル
引金をひくと可視光線を発する光線銃である。光の当たった位置で得点を判断する、特別な標的を使用する。標的が10メートル先にある競技のみ。ライフル型「ビームライフル」と拳銃型の「ビームピストル」がある。銃に関する規制の厳しい日本で、射撃競技の普及のために開発された。そのため日本でしか行われていなかったが、近年では鉛汚染に対する懸念などから、2012年の近代五種の射撃に採用が決定するなど、わずかだが広がりを見せている。
近年ではより高精度の『デジタル射撃』が広まりはじめ、ピストルのみだが、国体でも採用されている。使用される「デジタル銃」は、競技用の空気銃をベースにしており、競技普及以外に技能向上としても注目されている。

### 射撃用品
ライフル射撃では、高得点を出すために銃器をほとんど静止した状態におくことが求められるため、独自の射撃用品が使用されている。

#### 着用するもの
射撃靴
競技において日常生活で使用するような靴を履くことも認められてはいるが、足首の静止を目的として射撃靴が使用される。主にSauer社やahg社、Corami社などのメーカーの製品が使用されている。
射撃用ジャケット・ズボン
射撃姿勢の保持において最も重要な装具の一つである射撃ジャケットとズボンは、主にキャンバス地を使用しており、自立するほどの固さがある。 射撃精度に大きな影響を与えるため、形状、堅さ、厚さ等に厳密なルールがあり、用具検査でのチェックを受けなければ試合に使用出来ない。  試合後にもフォローアップ検査があり、不合格となった場合には失格となる。  主にマークスマン社やahg社、Capapie社の海外製品が使用されているが、近年では日本の国産ジャケットメーカーとしてJ-MAGIC社が登場している。
射撃グローブ
利き手とは反対の手に着用するグローブであり、4～5kgほどもある銃を長時間保持する際に重さにより手に加わる痛みを軽減する。
スリング
膝射や伏射の際に利き腕と反対の腕に射撃ジャケットの上から装着し、銃器に取り付けたハンドストップに接続しスリングを腕に巻き付けて銃を構えることにより銃をほぼ静止させることができる。

#### 銃器に装着するもの
バットプレート
銃器を保持する際には、どのような姿勢においても反動を受け止めるために銃床を肩や脇、上腕部などに当てる必要があるが、姿勢や選手個人によって最もフィットする形の銃床は異なるため、形状を変化させることのできる金属製の銃床尾板が使用されている。
フロント・リアサイト

フォアエンドレーサー・パームレスト

ハンドストップ

#### その他
二―リングロール

バイポッド

ライフルレスト

監的スコープ

SCATT

### 標的
基本的に紙製で、大きさは競技によって異なる。着弾点が中心に近いほど高得点であり、一発につき10点が最高点である。なお、決勝が行われる場合、得点は0.1点単位まで判定され、この場合は最高点が一発につき10.9点である。オリンピック等の国際大会では、電子標的と呼ばれる、着弾と同時に得点が判明する装置を使用する。

### 電子標的
ゴム製、もしくは紙製のロールを標的面に使用し、着弾音をセンサーで読み取り、コンピュータで着弾座標を演算（理論上の採点誤差は、0.02点程度）することによって、点数表示をする標的である。着弾点が手元のモニターに表示される為、
- 射手が監的スコープ（着弾点確認用の望遠鏡）を必要としない。
- 自動集計により審査が省力化できる。
- 観客が競技趨勢を把握できる。

といったメリットがある。

### 射撃姿勢
ライフル銃競技の射撃姿勢は以下の3つに分かれている。
膝射（しっしゃ：Kneeling）
片側の足を膝立て、膝の上に肘を置き、後側の足を折り曲げてその上に座って構える射撃姿勢である。伏射の次に安定した姿勢である。この姿勢のみでの競技は国民体育大会でしか行われておらず、もっぱら3つの姿勢の混合競技で行われるのみである。
スリングと呼ばれる、革製あるいは合繊製のベルト状の姿勢保持器具の使用と、足首を安定させるための二―リングロール（枕状の器具）の使用が認められている。
伏射（ふくしゃ：Prone）
伏せて銃を構える射撃姿勢である。最も安定した姿勢である。
スリングと射撃マットの使用が認められているが、伏射競技においては射撃ズボンの着用は認められていない。
立射（りっしゃ：Standing）
立って銃を構える射撃姿勢であり、他の支えを使用することが認められていないため安定しない姿勢であることから、高得点を狙うにあたっては難易度の高い姿勢である。
スリングの使用は認めらていない。また、パームレスト(銃器の下部に取り付ける銃の保持を容易にするための器具)の使用は50mライフル競技においてのみ使用が認められている。
なお、ビームライフル競技専用だが、肘射（ちゅうしゃ：Table）という射撃姿勢も存在する。文字通り、テーブル上に両肘をつけた状態で射撃を行う姿勢であり、スリングの使用は認められない。また、両肘以外をテーブルにつけてはいけない。

### 競技種目

#### オリンピックないしはワールドカップで行われるISSF種目

##### 男女共通種目
FR3×40、R3×40(50mライフル3姿勢)
スモールボアライフルを使用し、伏射・立射・膝射の三姿勢で争われる競技である。満点は10点×120発で1200点となっている。競技形式は予選や本選では、2時間45分の競技時間の間に膝射40発・伏射40発・立射40発を撃ち、本選の点数で上位8名の選手がファイナルに進出する。次に、ファイナルの競技形式であるが200秒で膝射を5発撃つことを3度繰り返し、姿勢転換の時間を挟んで150秒で伏射を5発撃つことを3度繰り返す。そして姿勢転換の時間を挟んで250秒で立射を5発撃つことを繰り返し、40発目で7位と8位が脱落する。以降50秒で1発ずつ撃ち、1発ごとに残った選手のうち最下位の選手が脱落していくことで順位が決定される。同点である場合はシュートオフで順位が決定される。この種目は、競技時間が試射の時間を含めると3時間と長く、もっとも過酷な種目である。。2020年6月現在の日本記録は男子が1181点、女子が1177点であり、世界記録は男子が1188点、女子が1185点である。

FR60PR、R60PR(50mライフル伏射)
スモールボアライフルを使用し、伏射で争われる競技である。満点は10.9点×60発で654点となっている。競技形式はISSFの大会や日本ライフル射撃協会が指定するG2以上の大会では国体のライフル射撃競技を除いて本選のみである。50分の競技時間の間に10発を1シリーズとして合計6シリーズで60発を撃ち、本選の点数で順位を決定する。本選の点数が同点となった場合は、最終シリーズの点数が高かった方を上の順位とする。この競技は安定した姿勢で行われるため高得点が出やすく、1発のミスが大きく響く種目である。国内大会では男女混合で行われることが多い。2020年6月現在の日本記録は男子が629.1点、女子が624.4点であり、世界記録は男子が633.0点、女子が628.5点である。2016年リオデジャネイロオリンピックまでは男子のみオリンピック種目として採用されていたが2020年東京オリンピックより除外された。

AR60、AR60W(10mエアライフル)
立射で争われる競技である。満点は10.9点×60発で654点となっている。競技形式は予選や本選では、1時間15分の競技時間の間に10発を1シリーズとして合計6シリーズで60発を撃ち、本選の点数で上位8名の選手がファイナルに進出する。本選の点数が同点となった場合は、最終シリーズの点数が高かった方を上の順位とする。次に、ファイナルの競技形式であるが250秒で5発撃つことを2度繰り返し、次に50秒で1発ずつ撃つ。そして合計12発目を撃ち終わると8位が脱落する。以降2発ずつ撃ち終わったときに残った選手のうち最下位の選手が脱落していくことを繰り返して順位が決定される。同点である場合はシュートオフで順位が決定される。この競技は、立射という不安定な姿勢から高精度の射撃を要求される難易度の高い種目である。2020年6月現在の日本記録は男子が631.7点、女子が630.0点であり世界記録は男子が633.5点、女子が634.0点となっている。

##### 男女混合種目
ARMIX(10mエアライフルミックスチーム)
男女1人ずつで2名のチームを編成し、隣り合った射座で交互に射撃を行う。2020年6月現在のルールでは、得点は小数値が使用されており、QUALIFICATION PART1においては男女各30発の計60発、競技時間30分で争われ、上位8チームがQUALIFICATION PART2に進出する。QUALIFICATION PART2においてはPART1と同じ発数・競技時間で争われ、上位2チームがGOLD MATCH、3・4位チームがBRONZE MATCHに進出する。1・2位と3・4位を決定するGOLD MATCH・BRONZE MATCHでは1発50秒で男女各1発ずつ2発の合計点が高いチームが2ポイントを獲得し、同点であった場合は両チームが1ポイントを獲得する。16ポイント先取したチームが勝利となるが、同点である場合はシュートオフで決定される。この種目は2018年より導入された新しい種目で、2020年東京オリンピックでは50mライフル伏射にかわってオリンピック種目に採用されている。

#### その他の種目
10メートルライフル伏射60発
エアライフルを使用するほかは、50メートルライフル伏射60発と同様である。600点満点が数多く出ており、1競技で複数の満点記録者が出る事もある。電子標的の普及から、0.1点刻み（10.9点満点）の60発競技を行う事もある。
300メートルライフル三姿勢120発
ビッグ・ボア・ライフルを使用するほかは、50メートルライフル三姿勢120発と同様である。平成19年9月現在の日本記録（1142点）は女性が保持している。世界記録は1181点である。
300メートルライフル伏射60発
ビッグ・ボア・ライフルを使用し、50メートルライフル伏射60発と同様である。600点満点が出ることもある。平成19年9月現在の日本記録は596点である。
300メートルライフル三姿勢60発
ビッグ・ボア・ライフルを使用するほかは、50メートルライフル三姿勢60発と同様である。平成19年9月現在の日本記録は557点、世界記録は589点である。

## ピストル種目
ピストル、またはエアピストル（空気けん銃）を使用して行う競技である。
日本ではピストルの所持に関する規制が非常に厳しい。具体的にはエアライフルもしくはハンドライフルで一定以上の成績を収めた上で、日本ライフル射撃協会を経由して日本体育協会から推薦状を受ける必要があり、なおかつエアピストルは500名、装薬銃に至っては50名しか所持許可の枠がない。そのため、競技人口は極めて少なく、ほとんどが警察官か自衛官だが、民間人の選手もわずかに存在する。

### 競技種目

#### オリンピック・ワールドカップで行われる種目

##### 男子種目
50メートルフリーピストル60発
2021年5月現在の日本記録は576点、世界記録は581点である。
25メートルラピッドファイヤーピストル60発
2021年5月現在の日本記録は588点、世界記録は591点である。
1984年ロサンゼルスオリンピックで蒲池猛夫が金メダリストとなった。
10メートルエアピストル60発
2021年5月現在の日本記録は591点、世界記録は593点である。

##### 女子種目
25メートルスポーツピストル60発
2021年5月現在の日本記録は589点、世界記録は594点である。
10メートルエアピストル40発
2021年5月現在の日本記録は393点、世界記録は393点である。日本記録は国内競技での樹立である。

##### 日本独自種目
ビームピストル（デジタルピストル）競技と呼ばれる赤外線を用いた日本独自の競技である。
エアピストル競技とルールはほぼ同じである。